# Tuberculosodus transversefasciatus
Tuberculosodus transversefasciatus là một loài bọ cánh cứng trong họ Cerambycidae.